# Mojżesz sprawia, że woda tryska ze skały
Mojżesz sprawia, że woda tryska ze skały (wł. Mosè fa scaturire l’acqua dalla roccia) – obraz włoskiego malarza Jacopa Tintoretta.
Opisany motyw biblijnej manny pochodzi ze Starego Testamentu, a wydarzenie zostało opisane w Księdze Wyjścia:

Następnie podniósł Mojżesz rękę i uderzył dwa razy laską w skałę. Wtedy wypłynęła woda tak obficie, że mógł się napić zarówno lud, jak i jego bydło. (Księga Liczb 20,11)

Obraz jest jednym z dwunastu obrazów sufitowych, powstałych dla Sali Zgromadzeń w Scuola Grande di San Rocco w Wenecji. Stanowi część trzech obrazów sufitowych będących alegoriami misji charytatywnych, które stanowiły podstawowe zobowiązania scuoli: nakarmienie głodnych, napojenie spragnionych i opieka nad chorymi. Dwoma pozostałymi obrazami są Podniesienie spiżowego węża i Zesłanie manny.
Na tym obrazie Mojżesz poprzez ubranie i pozę przypomina Chrystusa, a woda tryskająca ze skały nawiązuje do krwi wypływającej z boku ukrzyżowanego Jezusa lub do obfitości Bożej łaski. U dołu obrazu znajduje się zgromadzony lud wyciągający w górę naczynia do napełnienia wody, która wydaje się tryska z drzewa figowca. Dolna perspektywa jeszcze bardziej uwidacznia ogromną postać Boga obserwującego wydarzenia z góry. W tle mamy zapowiedź kolejnego niebezpieczeństwa: ataku Amalekitów na obóz Izraelitów.